# Lukáš Plank
Lukáš Plank (ur. 1951) – słowacki patolog.
Ukończył studia medyczne na Wydziale Lekarskim Jesseniusa w Martinie, przynależącym do Uniwersytetu Komeńskiego. Objął stanowisko profesora patologii, a także kierownika Wydziału Patologii w Szpitalu Uniwersyteckim w Martinie.  Przewodniczył Słowackiej Radzie Naukowej.
Jego dorobek obejmuje liczne artykuły opublikowane na łamach czasopism naukowych oraz cztery podręczniki akademickie. Jest ekspertem w dziedzinie onkopatologii i hematopatologii. Jego badania wpłynęły na współczesne rozumienie niektórych rodzajów nowotworów. W listopadzie 2011 r. miasto Martin przyznało mu Nagrodę Burmistrza za osiągnięcia naukowo-badawcze w dziedzinie medycyny, a w 2017 roku Krištáľové krídlo.

## Wybrana publikacje
- L. Plank, M.L. Hansmann, K. Lennert, Centrocytic lymphoma, „The American Journal of Surgical Pathology”, 17 (6), 1993, s. 638–639, DOI: 10.1097/00000478-199306000-00015, PMID: 8333563 (ang.).
- Roman Kodet i inni, Mantle cell lymphoma: improved diagnostics using a combined approach of immunohistochemistry and identification of t(11;14)(q13;q32) by polymerase chain reaction and fluorescence in situ hybridization, „Virchows Archiv: An International Journal of Pathology”, 442 (6), 2003, s. 538–547, DOI: 10.1007/s00428-003-0809-z, PMID: 12728315 (ang.).
- Karol Kajo i inni, Tumor-like manifestation of endosalpingiosis in uterus: a case report, „Pathology, Research and Practice”, 201 (7), 2005, s. 527–530, DOI: 10.1016/j.prp.2005.04.010, PMID: 16164049 (ang.).
- Ludmila Boudova i inni, Cutaneous lymphoid hyperplasia and other lymphoid infiltrates of the breast nipple: a retrospective clinicopathologic study of fifty-six patients, „The American Journal of Dermatopathology”, 27 (5), 2005, s. 375–386, DOI: 10.1097/01.dad.0000179463.55129.8a, PMID: 16148405 (ang.).
- J. Marcinek i inni, Fibrosis identified in the bone marrow biopsies of patients with essential thrombocythemia: its incidence and significance for the differential diagnostic considerations, „Ceskoslovenska Patologie”, 44 (3), 2008, s. 62–66, PMID: 18783136 (ang.).
- Heikki Joensuu i inni, Risk of recurrence of gastrointestinal stromal tumour after surgery: an analysis of pooled population-based cohorts, „The Lancet. Oncology”, 13 (3), 2012, s. 265–274, DOI: 10.1016/S1470-2045(11)70299-6, PMID: 22153892 (ang.).